# Lista primarilor din Bacău
Lista primarilor din Bacău este o listă ce cuprinde toți primarii orașului Bacău din 1864 până în prezent. 

### Primarii Bacăului
- 1864-1865: Gheorghe Negel
- 1865-1867: Costantin Murgulet
- 1868: Ioan Stanciu
- 1869: Constantin Prodan
- 1870: Constantin Platon
- 1870: Nicolae Mortun
- 1870-1874: Gheorghe Hoiciug
- 1871: Iacovschi Constantin
- 1874-1876: Gheorghe Struza
- 1876-1883: Gheorghe Hoicing
- 1883-1884: Gheorghe Manoliu
- 1884-1885: Constantin Prodan
- 1885: Ilie Racovita
- 1886-1887: Leon Sachelarie
- 1888: Constantin Tulbure
- 1889-1890: Costache Radu
- 1890-1891: Leon Seachelare
- 1891: Gheorghe Levezeanu
- 1891-1893: Gheorghe Struza
- 1893-1894: Gheorghe Constantin Raileanu
- 1894-1895: Costache Radu
- 1896-1897: Leon Sachelarie
- 1897-1899: Constantin Vlaicu
- 1900: Gheorghe Constantin Raileanu
- 1901-1907: Leon Sachelarie
- 1905: Krupenschi
- 1905-1906: Constantin Vlaicu
- 1907: Emanoil Neagu
- 1911-1912: Vasile Pavli
- 1912: Gheorghe Polter
- 1913: Ercol Rosetti
- 1914-1917: Lascar Veniamin
- 1917-1918: Vasile Pavli
- 1919-1920: Leonida Dumitrescu
- 1920: George Berea
- 1920: Ioan Dumitrescu Buhoci
- 1920-1922: Ioan Grigoriu
- 1922-1926: Leon Sachelarie
- 1926-1928: Ioan Grigoriu
- 1929: Alexandru Nemteanu
- 1930: Panait Toplceanu
- 1930-1931: Dimitrie Buca
- 1931-1932: Alexandru Nemteanu
- 1934: Ion Nicolau
- 1934: Constantin Zlotescu
- 1936: Alexandru Cosner
- 1938: Radu Manea
- 1938: Constantin Belu
- 1939-1940: Leonida Dumitrescu
- 1941: Gheorghe Fecioru
- 1941-1944: Toma Mihailescu
- 1944-1945: Gheorghe Botezatu
- 1945-1946: Sandulache Sandu
- 1947-1948: Gheorghe Nita
- 1948-1949: Vataru
- 1949-1950: Ioan Bucur
- 1950-1952: Petre Petreanu
- 1952-1956: Constantin Livint
- 1959-1961: Alecsandru Costescu
- 1961-1964: Pavel Bursuc
- 1964-1968: Stefan Fotescu
- 1968-1969: Emil Donici
- 1969-1979: Ioan Ichim
- 1981-1986: Vasile Albu
- 1986-1989: Vasile Sandulache
- 1990: Ion Onofrei
- 1990-1992: Vasile Chitac
- 1992-1996: Iosef Ioan Liciu
- 1996-2004: Dumitru Sechelariu
- 2004-2014: Romeo Stavarache
- 2014-2014: Ilie Bîrzu
- 2016-2020: Cosmin Necula
- 2020-prezent: Lucian Stanciu Viziteu